# Эйприл Марч
Эйприл Марч (англ. April March) (настоящее имя Элинор Блейк (англ. Elinor Blake), род. 20 апреля, 1965, Калифорния) — американская автор-исполнительница в жанре инди-поп, поющая на английском и французском языках. Она также занималась анимацией персонажей, в том числе работала как главный мультипликатор в «Шоу Рэна и Стимпи». Вышла замуж за Уорена Зейнса, музыканта.

## Биография
В средней школе Блейк участвовала в программе обмена во Франции. В 1983 году окончила Академию Филлипса в Андовере, штат Массачусетс.

## Карьера
Блейк вернулась в Нью-Йорк и работала аниматором в Archie Comics и Pee Wee's Playhouse. В 1986 году она работала над фильмом Мадонны "Who's That Girl", анимируя звезду в заглавной последовательности и современном музыкальном клипе.
Первая группа Марч, The Pussywillows, была создана в 1987 году. Она сделала перерыв в музыке на один год, чтобы посетить основанную Диснеем программу "Анимация персонажей" в Калифорнийском институте искусств. В 1991 году группа Pussywillows распалась, и Марч создала группу The Shitbirds, которая просуществовала до 1995 года. С тех пор Марч записывалась как сольная исполнительница и участвовала в саундтреках к кинофильмам, а также исполнила тематическую песню для сериала Cartoon Network "I Am Weasel". Ее альбомы содержат песни, исполняемые на английском и французском языках, а ее стиль находится под сильным влиянием французской поп-музыки 1960-х годов.
Марч отправилась во Францию, чтобы записать альбом Chrominance Decoder с лейблом Бертрана Бургалата Tricatel. Tricatel выпустил альбом во Франции и Японии в 1996 году, вместе с двумя синглами, "Mignonette" и "Garçon Glaçon", и рекламным видео, созданным Бергалатом. Ideal Records выпустила альбом в Соединенных Штатах, добавив несколько ремиксов от The Dust Brothers, а Tricatel выпустил виниловое издание в 2011 году.
Марч перевела на английский песню Сержа Генсбура "Laisse tomber les filles" под названием "Chick Habit". Песня прозвучала в подростковой комедии 1999 года "Но я болельщица" и в фильме Квентина Тарантино "Смертельное доказательство" 2007 года; она также использовалась в качестве фоновой музыки в телевизионной рекламе Renault Twingo в Великобритании и во Франции в 2008 году. Она является частью саундтрека иммерсивной театральной постановки Punchdrunk The Drowned Man в Лондоне, которая шла до марта 2014 года. Песня была использована в качестве фоновой музыки для неофициального трейлера к фильму "Трилогия" (2007) группы Dan and Dave.
Ее песня Garçon Glaçon звучит в американском сериале The O.C.
Марч сотрудничала со многими артистами, включая Брайана Уилсона, Yo La Tengo, Ронни Спектора, Энди Пейли, LL Cool J, Джонатана Ричмана и Dust Brothers в США и во Франции с Бертраном Бургалатом. Она выступала с гаражной рок-группой Bassholes. Ее совместный альбом со Стивом Ханфтом под названием Magic Monsters. был выпущен в интернете в 2008 году, а позже в виниловом формате на лейбле Martyrs of Pop.

## Дискография

### Альбомы
The Pussywillows (1988) Spring Fever!
- Gainsbourgsion! (1994) — только на французском. Официально не издавался.
- Paris in April (1995).
- Superbanyair (1997) — только японский вариант.
- April March Sings Along with the Makers (1997) — совместно с The Makers.
- Lessons of April March (1998) — промовыпуск для радио.
- April March and Los Cincos (1998) — винил LP.
- Chrominance Decoder (1999).
- Triggers (2002).
- Magic Monsters (2008)

### EP
Voo Doo Doll (1993) [EP]
- Chick Habit (1995).
- April March and Los Cincos Featuring the Choir (1997) — только японское ограниченное издание. При участии Petra Hayden и Bennett.
- Dans les yeux D’April March (1999) — только французская ограниченный выпуск.

### Синглы
- «Mignonette» (1996).
- «Jesus and I Love You» (1998).
- «Sometimes When I Stretch» (2003).  Attention Cherie (2008)